# Excelerate
Excelerate (Summit LNG) – плавуча установка з регазифікації та зберігання зрідженого природного газу (Floating storage and regasification unit, FSRU), споруджена для компанії Excelerate Energy.

## Загальна інформація
Починаючи з 2005 року Excelerate Energy створила найбільший у світі флот FSRU, при цьому її третім судном цього типу стало Excelerate. Останнє завершили у 2006-му на південнокорейській верфі Daewoo Shipbuilding&Marine Engineering у Кодже.
Розміщена на борту регазифікаційна установка здатна видавати 14 млн м3 на добу. Зберігання ЗПГ відбувається у резервуарах загальним об’ємом 138000 м3. За необхідності, судно може використовуватись як звичайний ЗПГ-танкер.

## Служба судна
Перший десяток років режим використання судна не передбачав його тривалого перебування на певному терміналі. Натомість воно могло бути задіяним для постачання створених Excelerate Energy кількох особливих терміналів, для яких були важливими функції ЗПГ-танкеру та регазифікації (такі термінали забезпечували доступ до розвинених газотранспортних систем, котрі могли самостійно впоратись із завданням зберігання ресурсу після регазифікації). Наприклад, взимку 2009-го Excelerate разом з іншою плавучою установкою тієї ж компанії Excellence забезпечували подачу ресурсу через розташований біля узбережжя Массачусетсу термінал Northeast Gateway, що могло покривати 20% потреб Нової Англії у блакитному паливі.
Нарешті, у серпні 2016-го Excelerate прийняло вантаж ЗПГ на заводі ADGAS та прибуло до порту Рувайс (емірат Абу-Дабі), де узялось за обслуговування новоствореного термінала ЗПГ. Завдання в Об’єднаних Арабських Еміратах не виявилось надто довгим, і у липні 2018-го Excelerate полишило цей термінал та певний час використовувалось як ЗПГ-танкер (цю роботу воно почало з доставки першого вантажу для терміналу у пакистанському Порт-Касімі, де його прийняла інша плавуча установка від Excelerate Energy – Exquisite).
На початку 2019-го Excelerate завершило ремонт з елементами модернізації на катарській верфі Erhama Bin Jaber Al Jalahma Shipyard, після чого вирушило до Бенгальської затоки для роботи за 15-річним контрактом на бангладеському терміналі Мохешкалі. При цьому судно перейменували на Summit LNG (за назвою проєкту другої черги термінала). У другій половині квітня 2019-го установка прибула до Мохешкалі та розпочала виконання завдання.